# 小峯裕之
小峯 裕之（こみね ひろゆき、1982年 - ）は、日本の脚本家。アミューズ所属。東京都出身。慶應義塾大学卒業。2008年に「テレビ朝日21世紀新人シナリオ大賞」優秀賞受賞。

## 作品
※特記のないものは、脚本担当。

### テレビドラマ
- BSスカパー!開局記念番組「Oh!デビー」（2011年、BSスカパー）
- 世にも奇妙な物語'11秋の特別編（2011年、フジテレビ）
- 世にも奇妙な物語'12春の特別編（2012年、フジテレビ）
- 好好!キョンシーガール～東京電視台戦記～（2012年、テレビ東京）
- めしばな刑事タチバナ（2013年、テレビ東京）
- ミス・パイロット（2013年、フジテレビ）
- 慰謝料弁護士～あなたの涙、お金に変えましょう～（2014年、読売テレビ・日本テレビ系）
- 世にも奇妙な物語'14春の特別編（2014年、フジテレビ）
- ビター・ブラッド（2014年、フジテレビ）
- 痛快TV スカッとジャパン（2014年 - 現在、フジテレビ） - 構成
- 文豪の食彩（2014年、BSジャパン）
- 太鼓持ちの達人〜正しい××のほめ方〜（2015年、テレビ東京）
- ドラマ24「怪奇恋愛作戦」（2015年、テレビ東京）
- 食の軍師（2015年、東京MX）
- 初森ベマーズ（2015年、テレビ東京）
- 土曜プレミアム「一千兆円の身代金」（2015年、フジテレビ）
- 家政夫のミタゾノ シリーズ（2016年/2018年/2019年/2020年、テレビ朝日）
- 日曜ワイド「司法教官・穂高美子6」（2017年、テレビ朝日）
- ドクターY~外科医・加地秀樹~（2017年、テレビ朝日）
- 日曜ワイド「将軍刑事」（2018年、テレビ朝日）
- 日曜ワイド「刑事・横道逸郎」（2018年、テレビ朝日）
- GIVER 復讐の贈与者（2018年、テレビ東京）
- ヒモメン（2018年、テレビ朝日）
- SUITS/スーツ（2018年、フジテレビ）
  - SUITS/スーツ2（2020年、フジテレビ）
- フジテレビ開局60周年ドラマ「砂の器」（2019年、フジテレビ）
- 時効警察はじめました（2019年、テレビ朝日）
- アノニマス～警視庁”指殺人”対策室～（2021年、テレビ東京）
- 明治ドラマスペシャル「ずんずん!」（2021年、テレビ朝日）
- 刑事7人 SEASON7（2021年、テレビ朝日）
- 連続ドラマW「黒鳥の湖」（2021年、WOWOW）
- ドクターX〜外科医・大門未知子〜 第7期 第7話（2021年、テレビ朝日）
- ドクターホワイト（2022年、関西テレビ・フジテレビ系）
- 連続ドラマW「ギバーテイカー」（2023年、WOWOW）
- クールドジ男子（2023年、テレビ東京）
- 転職の魔王様（2023年、関西テレビ・フジテレビ系）
- 約束 〜16年目の真実〜（2024年、読売テレビ・日本テレビ系）
- 連続ドラマW「ゲームの名は誘拐」（2024年、WOWOW）
- しょせん他人事ですから 〜とある弁護士の本音の仕事〜（2024年、テレビ東京）
- プライベートバンカー（2025年、テレビ朝日）
- 失踪人捜索班 消えた真実（2025年、テレビ東京）
- DOCTOR PRICE（2025年、読売テレビ・日本テレビ系）

### 映画
- 男子高校生の日常（2013年）

### アニメ
- サザエさん（2016年 - 現在、フジテレビ）
- スナックワールド（2017年 - 2018年、テレビ東京）
- レイトン ミステリー探偵社 〜カトリーのナゾトキファイル〜（2018年 - 2019年、フジテレビ）
- 「えいがのおそ松さん」オリジナル短編劇場（2019年、dTV）
- 妖怪学園Y ～Nとの遭遇～（2019年 - 2021年、テレビ東京）

### 舞台
- Amuse-Prestage project-unit「ブラックパールが世界を動かす」（2009年）
- Amuse-Prestage project-unit「オレたちの高校白書-偏差値27からの完全犯罪-」（2010年）
- 小倉久寛 ひとり立ち公演Vol.2「ウノ!ドス!トレス!～おためし企画スマイルツアー～」（2010年） - 作品提供
- BLACK PEARL（2010年）
- 劇団プレステージ 第1回本公演「ペンシルビルWARS〜眠らぬ街のアツい日〜」（2010年）
- スピリチュアルな1日（2011年）
- KEEP OUT! ～勝手にアジトにしないで下さい～（2011年）
- バッド・アフタヌーン ～独立弁護士のやむを得ぬ嘘～（2011年）
- 小倉久寛 ひとり立ち公演Vol.3 「ダンス天国 人生やり直しコメディ」（2011年） - 作品提供
- Mystic Topaz（2011年）
- ハロー,イエスタデイ（2012年）
- JEWELRY HOTEL（2012年）
- 僕らの図書室2～みんなで読書会～（2012年）
- 小倉久寛 ひとり立ち公演Vol.4「チ・ヨ・コ・レ・イ・ト～ビターな大人のラブコメディ～」（2013年）
- 刑事・ル（2013年） - 脚本提供
- 見上げればあの日と同じ空（2013年）
- 劇団プレステージ 第6回公演 「アウタースペース109」（2013年）
- 劇団プレステージ 第8回公演「ブラックパールが世界を動かす」（2014年）
- ブラックパールが世界を動かす（2014年）
- WBB vol.7「バリスタと恋の黒魔術」（2014年）
- 小倉久寛 祝還暦記念コントライブ「ザ・タイトルマッチ２～笑いのDeath Fight～」（2015年）
- 「おそ松さん on STAGE」シリーズ（2016年 - ）
- WBB vol.12「ミクロワールド・ファンタジア」（2017年）
- イヌッコロ×ACTOLI×シザーブリッツ トリプルコラボ公演 第4弾 舞台「バリスタと恋の黒魔術」（2017年）
- 喜劇「おそ松さん」シリーズ（2018年 - ）
- 伊東四朗 魔がさした記念コントライブ「死ぬか生きるか！」（2018年）
- WBB vol.16 「ミクロワールド・シンフォニア」（2020年） - 原案